# Kusillo-Museum
Das Kusillo-Museum (spanisch: Museo Kusillo oder Centro Interactivo Kusillo) ist ein Museum in der bolivianischen Stadt La Paz.
Das Museum hat es sich zur Aufgabe gestellt, wissenschaftliche Inhalte (mit Schwerpunkt Gesundheit und Umwelt) an Kinder und Jugendliche zu vermitteln. Es gibt viele interaktive Ausstellungsstücke und praktische Seminare. Das Museum befindet sich am östlichen Rand der Innenstadt auf dem markanten Laikakota-Hügel, in der Nähe des Hernando-Siles-Stadions. Erbauer und Betreiber ist die private Kulturstiftung Quipus (Fundación Cultural Quipus), das Grundstück wurde von der Stadt kostenlos zur Verfügung gestellt. Das Museum wurde im Dezember 1997 eröffnet und seitdem mehrfach erweitert.
Der Name des Museums kommt von der traditionellen bolivianischen (Karnevals-)Figur des „Kusillo“ (Quechua k'usillu, „Affe“), eines bunt maskierten und verkleideten Spaßmachers und Possenreißers.
Eine besondere Attraktion ist der 2003 eröffnete Schrägaufzug Funicular Kusillo („Kusillo-Seilbahn“) vom Hersteller OTIS. Er verbindet das Museum mit der unterhalb gelegenen Straße Avenida del Ejército; er überwindet auf einer knapp 48 m langen Strecke einen Höhenunterschied von 38 m und bietet während der Fahrt einen spektakulären Blick über die Stadt. Wegen seiner Lage in etwa 3600 m ist der Funicular Kusillo die höchstgelegene Schrägaufzug- bzw. Standseilbahn-Anlage der Welt.